# Sphenomorphus cryptotis
Espèce
Sphenomorphus cryptotis est une espèce de sauriens de la famille des Scincidae.

## Répartition
Cette espèce est endémique du Viêt Nam. Elle se rencontre dans les provinces d'Nghệ An et de Quảng Ninh.

## Étymologie
Le nom spécifique cryptotis vient du grec cryptos, caché, dissimulé, et de ôtis, l'oreille, en référence à l'absence d'oreille externe de ce saurien.

## Publication originale
- Darevsky, Orlov & Cuc, 2004 : Two new lygosomine skinks of the genus Sphenomorphus Fitzinger, 1843 (Sauria, Scincidae) from northern Vietnam. Russian Journal of Herpetology, vol. 11, no 2, p. 111-120.